# Кальбуц, Кристиан Фридрих фон
Кристиан Фридрих фон Кальбуц (нем. Christian Friedrich von Kahlbutz; 6 марта 1651 года, Бранденбург — 3 ноября 1702 года, Бранденбург) — немецкий рыцарь.
Отличился на службе у курфюрста Фридриха Вильгельма I Бранденбургского в войне против Швеции. Он женился на женщине из древнего Бранденбургского благородного семейства, в браке было несколько детей. Известно, что у него было 11 детей и ещё, по меньшей мере, 30 других незаконнорожденных детей.
Считается, что он очень много и часто использовал «право первой ночи». В 1690 году был обвинён Марией Леппин, в убийстве её жениха, пастуха. Она заявила что он убил пастуха из мести, потому что горничная отвергла рыцаря. Он пришёл в суд в Дреце (Бранденбург), свидетелей предполагаемого убийства не было, он воспользовался правом дать клятву невинности, после чего был оправдан и освобождён.
По преданию, он якобы сказал: «Это не я убил, в противном случае пусть после моей смерти моё тело никогда не сгниёт».
В 1794 году хотели снести гробницу рядом с церковью, в которой было три захоронения. Два тела были полностью разложившиеся, только тело Кальбуца не подверглось разложению. Никто не смог объяснить причину мумификации. После этого, многие стали считать это доказательством его вины.